# Episodi de Le avventure di Bailey (seconda stagione)
La seconda stagione della serie televisiva Le avventure di Bailey è stata trasmessa in anteprima nel Regno Unito dalla BBC tra il 29 maggio 1979 e il 3 luglio 1979.
| nº | Titolo originale                    | Titolo italiano | Prima TV UK    | Prima TV Italia |
| -- | ----------------------------------- | --------------- | -------------- | --------------- |
| 1  | Rumpole and the Man of God          |                 | 29 maggio 1979 |                 |
| 2  | Rumpole and the Case of Identity    |                 | 5 giugno 1979  |                 |
| 3  | Rumpole and the Show Folk           |                 | 12 giugno 1979 |                 |
| 4  | Rumpole and the Fascist Beast       |                 | 19 giugno 1979 |                 |
| 5  | Rumpole and the Course of True Love |                 | 26 giugno 1979 |                 |
| 6  | Rumpole and the Age for Retirement  |                 | 3 luglio 1979  |                 |